# Église de Senty
L’église de Senty ( russe : Сентинский храм   ) est une église chrétienne construite en 965 en Karatchaïévo-Tcherkessie. Il est situé sur la rive gauche de la Téberda, près du village de Nijniaïa Teberda, à 18 km au sud de Karachaevsk . L'église de Senty est la plus ancienne église datée de Russie.

## Histoire
La datation précise de l'église est basée sur l'inscription trouvée sur le mur nord du bas-côté est. Le texte est le suivant :
+ Ἐνεκεν [ίσ] θ (η), ἐνεώσ [θ (η)] ὁ να [ὸς] τ (ῆς)
ὑπεραγίας θ (εοτόκ) ου ἐπὴ βασηλ [είας
Νηκηφώρου, Βασηλ [είου] καὶ [Κωνσταντίνου
κὲ Δα (υὶ) δ ἐξουσηωκράτορ (ος) [Ἀλανίας
κ (αὶ) Μαρίας ἐξουσ [η] ωκράτ [ορίσσης
μ] ην (ὴ) Ἀπρη (λίου) β´, ἡμέρᾳ ἁγ [ή] ου Α [ντιπάσχα (? )
δηὰ χηρὸς Θεοδώρου, μητ [ροπο-
λ (ίτου) καθηγη (ασμένου) Ἀλανί (ας), ἀπ [ὸ] κ [τί-
σε (ως) κό (σμου) ἔτ (ους) ςυογ´. Ἀν [ε-
γράφε [το] δηὰ χειρὸς [τοῦ δεῖνος
ἀποκρησ (ιαρίου) πατρ (ικίου).

Ce qui signifie :
+ Sanctifié, renouvelé l'église
de la Sainte Vierge est sous le règne de
Nikephoro, Basil et Constantine
et David, exusiocrator (un titre spécial pour le souverain d'Alania, exarque byzantin) d'Alania
et Maria, exusiocratoriss
le 2 avril, jour de la sainte Antipascha,
par la main de Theodorе,
mitropolite sanctifiée d'Alania
en 6473 depuis la création du monde.
Écrit de la main de [nom],

apocrisiarius patricius
Comme l'église de Shoana et la cathédrale d'Arkhyz, l'église de Senty aurait été construite à la suite des activités missionnaires du patriarche Nicholas Mystikos au Xe siècle.
Des fouilles des sépultures d'ecclésiastiques locaux avec des objets liturgiques : mitre, croix byzantine, boutons dorés, pommeau de canne, etc.
Dans la seconde moitié du XIXe siècle, un couvent orthodoxe Spassko-Preobrazhenskiy fut construit près de l'église de Senty. L'église a été beaucoup modifiée à la demande des religieuses et sa forme originale a été très altérée.
Durant l'époque soviétique, le couvent a été transformé en orphelinat. À l'heure actuelle, il est en cours de reconstruction.
Près de l'église se trouvent les ruines d'un mausolée qui date également du Xe siècle. Apparemment, il était destiné à être utilisé comme lieu de sépulture pour les hauts fonctionnaires de l'église, des fragments de soies brodées d'or et d'argent y ont été trouvés. Ce bâtiment couvert d'un toit à deux pentes au-dessus d'un socle à trois degrés et décoré d'arcatures est unique dans le nord du Caucase. Son style est à rattacher à des bâtiments identiques existant à Constantinople (par exemple le Boudroum-Djami construit en 930).
Une nécropole composée de tombeaux de pierre surmontés de croix de pierre a également été découverte à proximité de l'église.

## Architecture
L'église est construite en grès poli. Elle dispose de trois extensions à l'ouest, au nord et au sud, et est couverte d'un dôme. Son plan est celui d'une église à croix inscrite, avec une seule abside du côté est. Ses dimensions internes sont de 8x8 m hors abside.

## Intérieur
Dans l'église de Senty, il y a de nombreuses traces de fresques. C'est le plus grand complexe mural d'Alania.

Fresques relevées en 1899 par I.A. Vladimirova
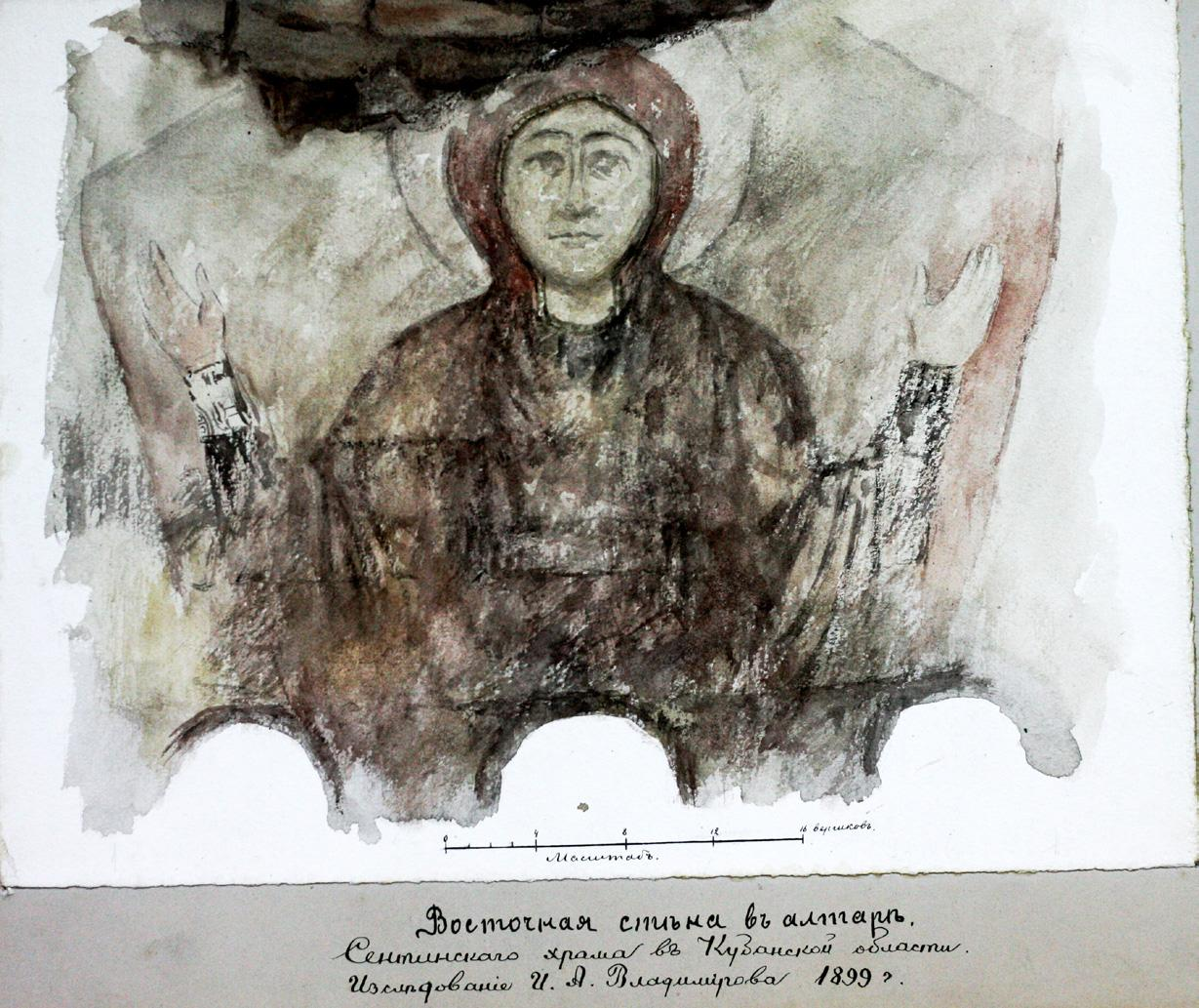
Vierge orante dans l'abside
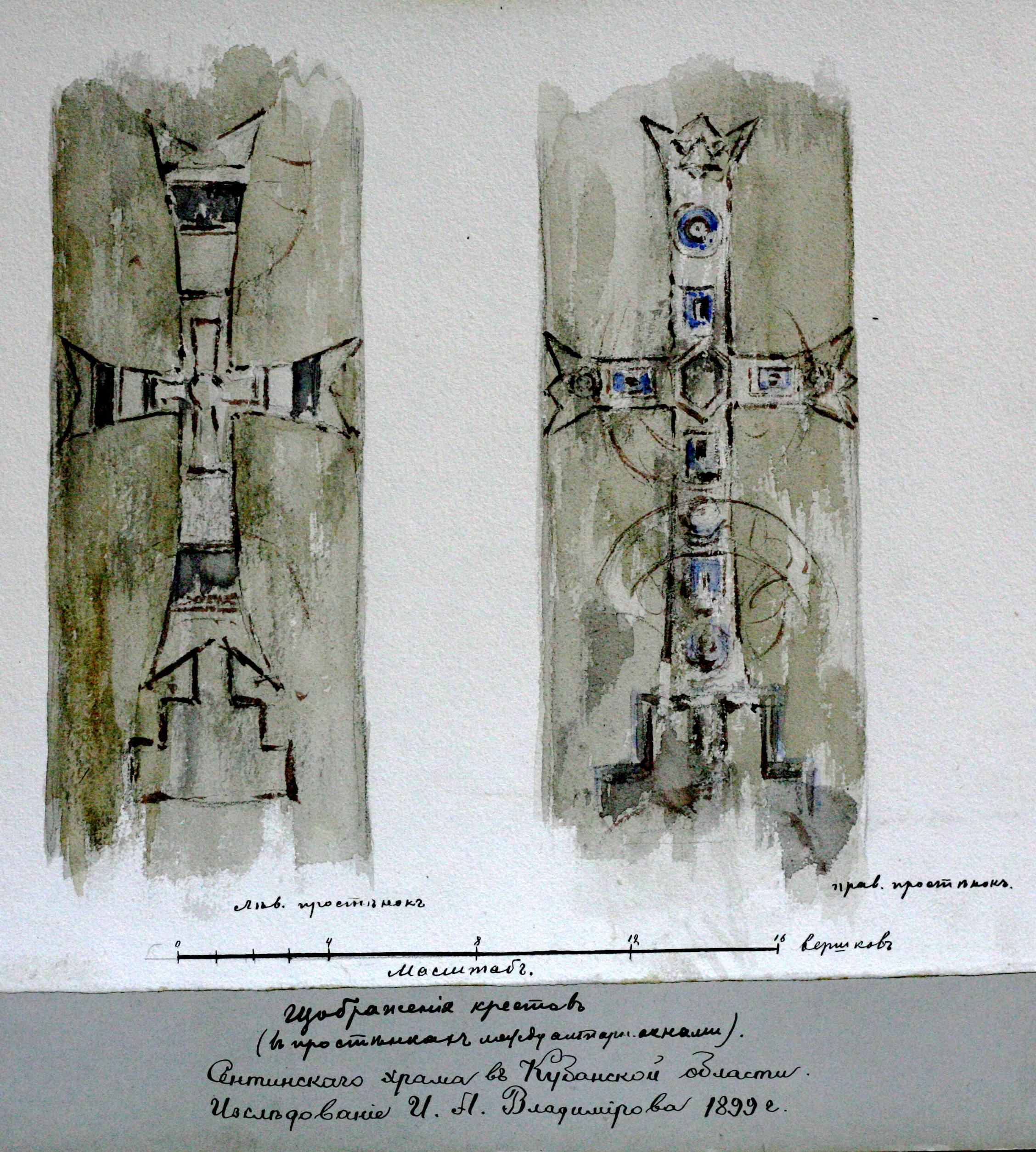
Croix entre les fenêtres de l'abside
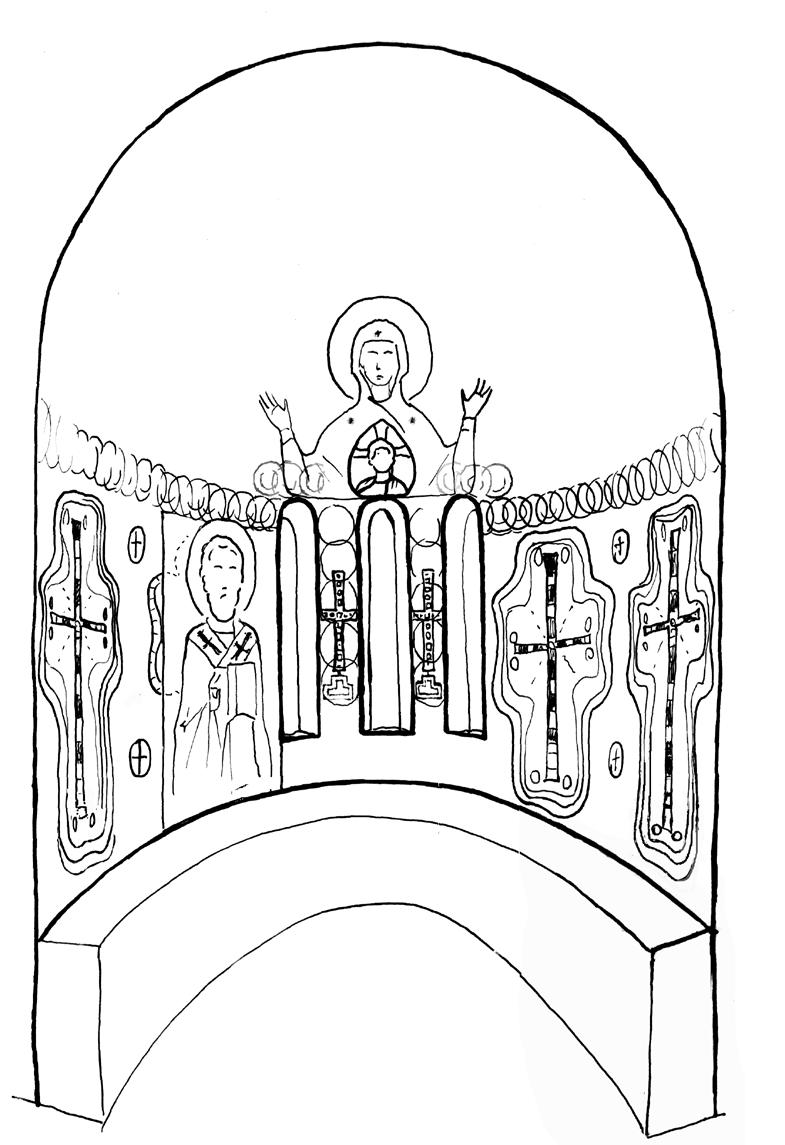
Schéma général des fresques
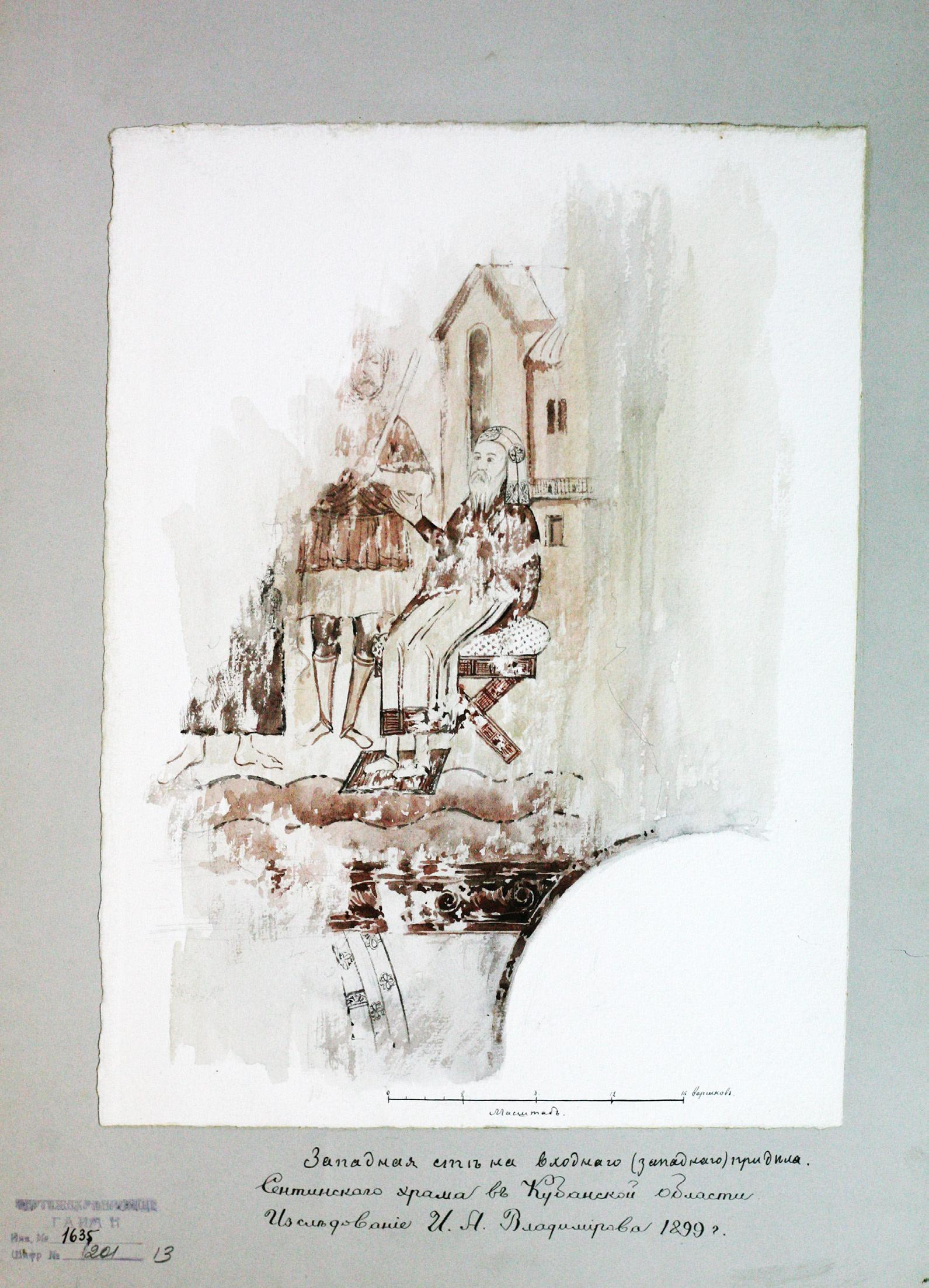
Le procès du Christ (?)
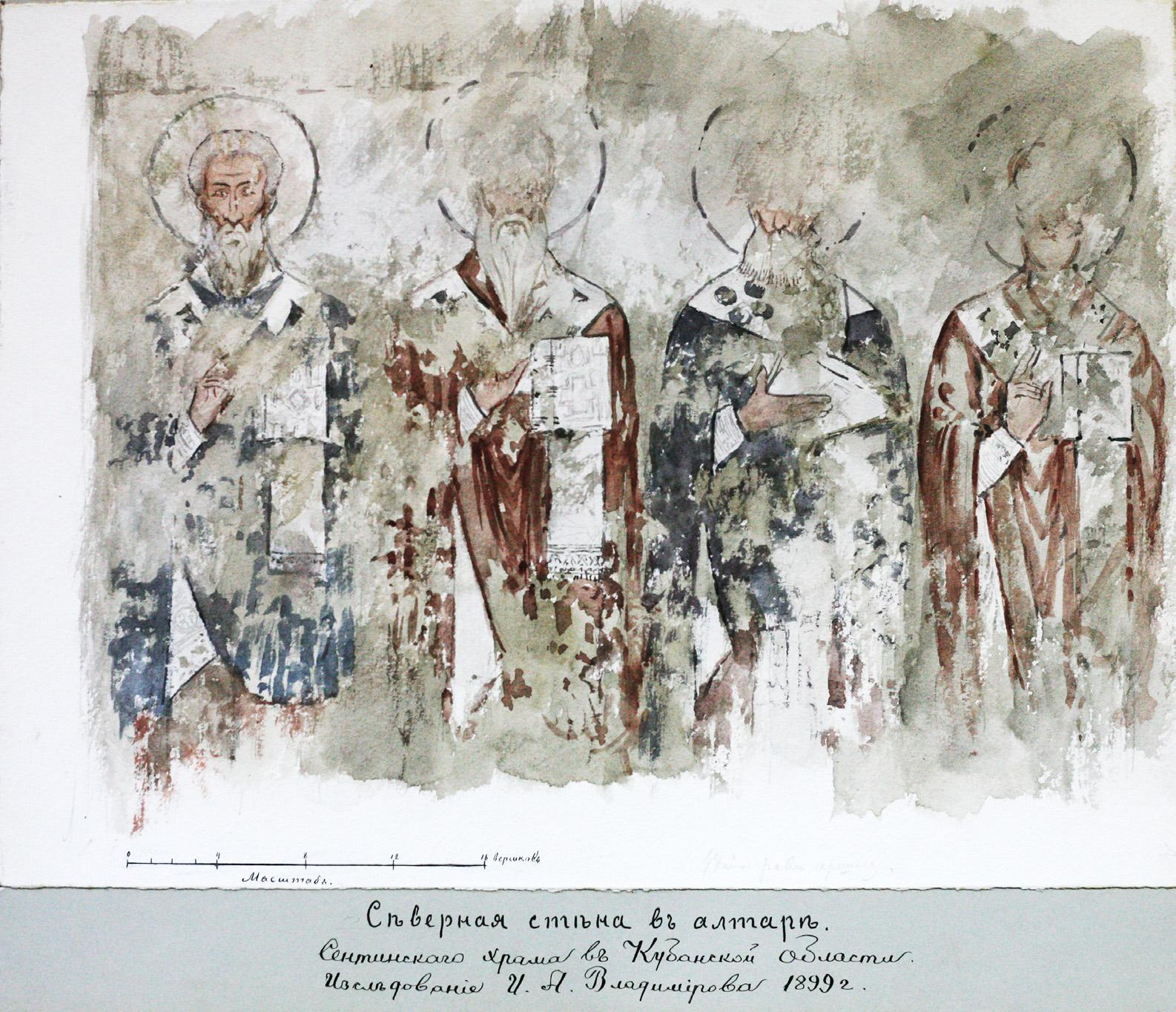
Groupe de saints

## Voir également
- Église de Shoana
- Site archéologique de Nijniï Arkhyz

## Galerie

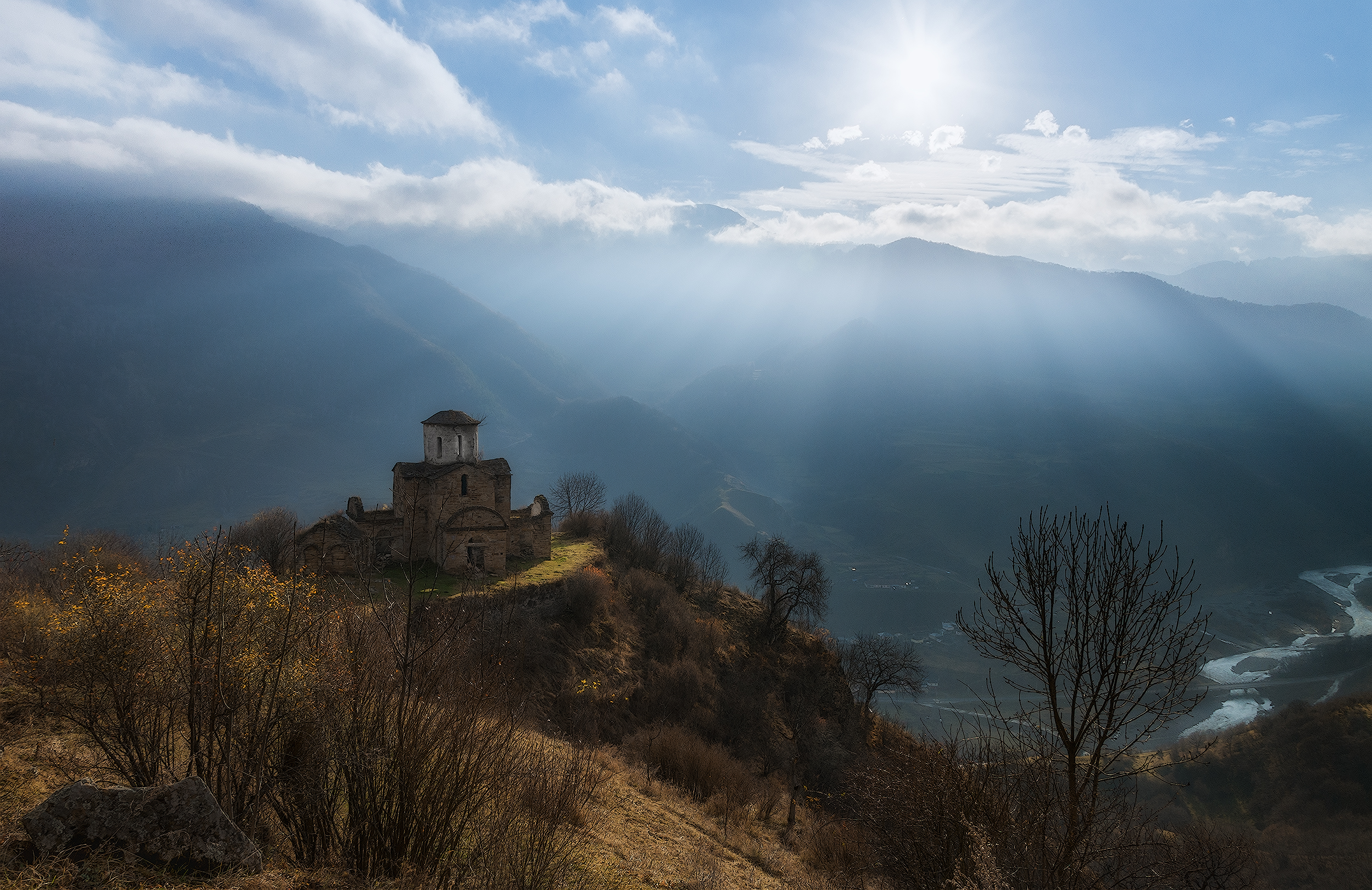
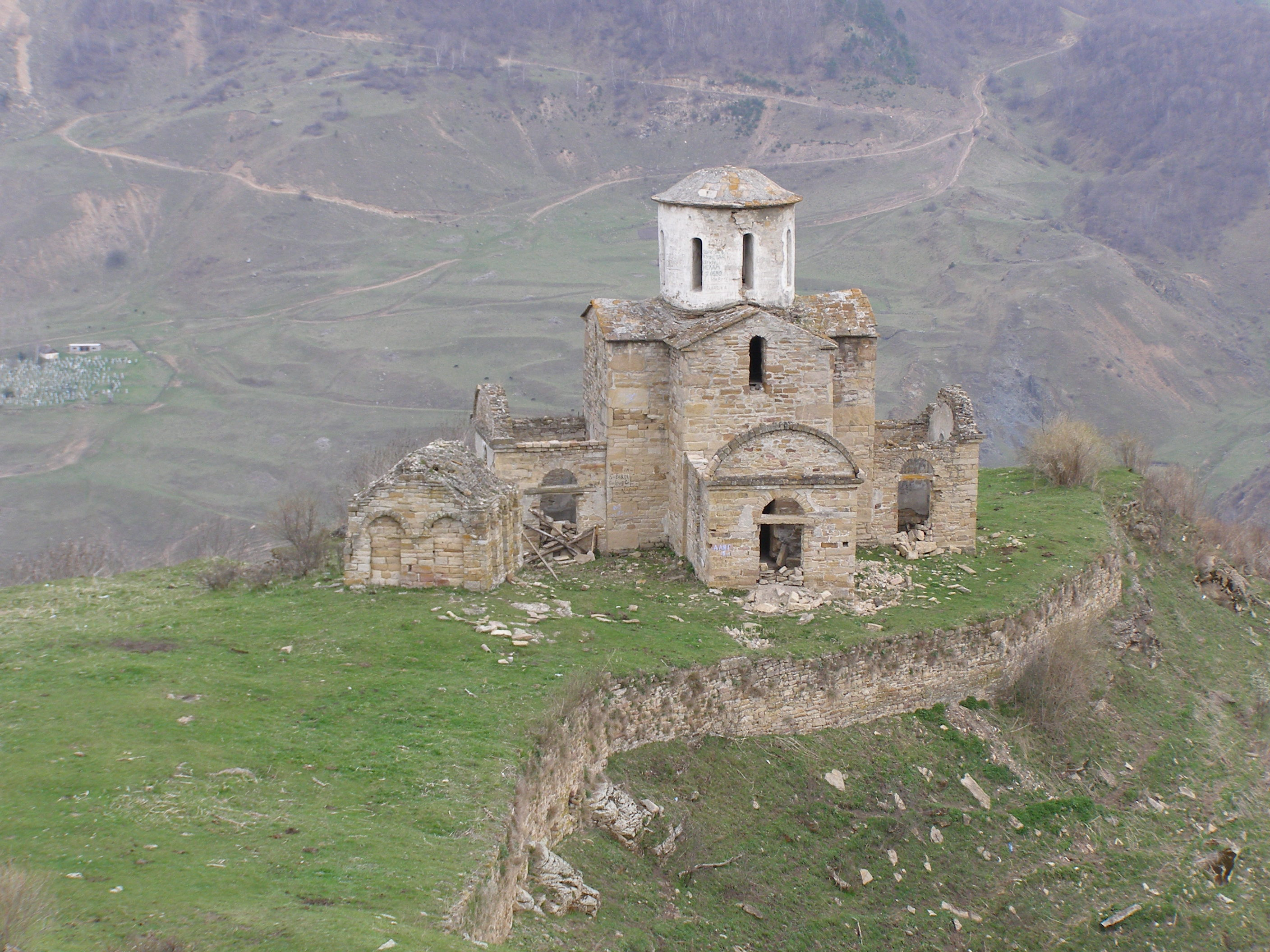
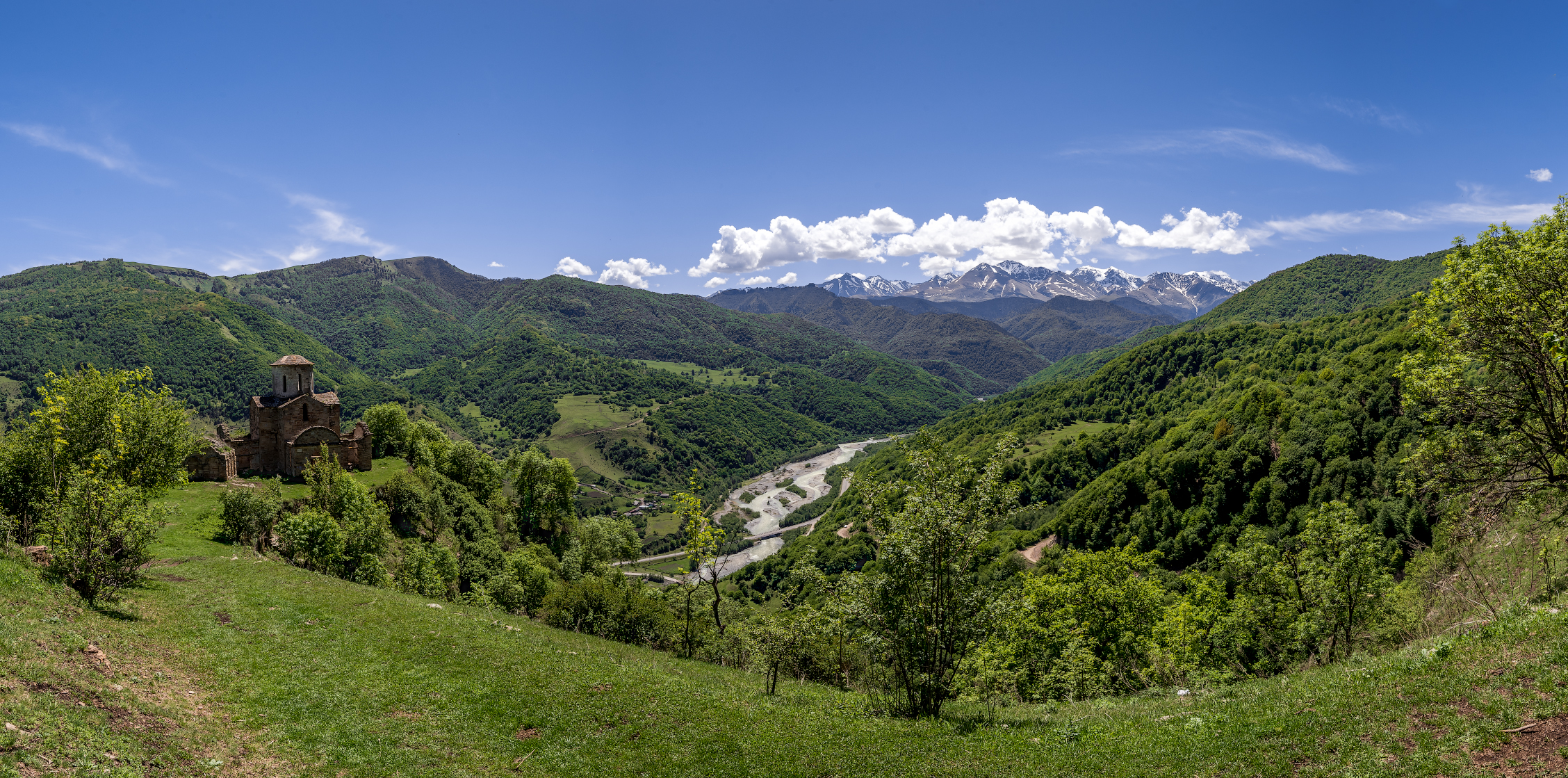
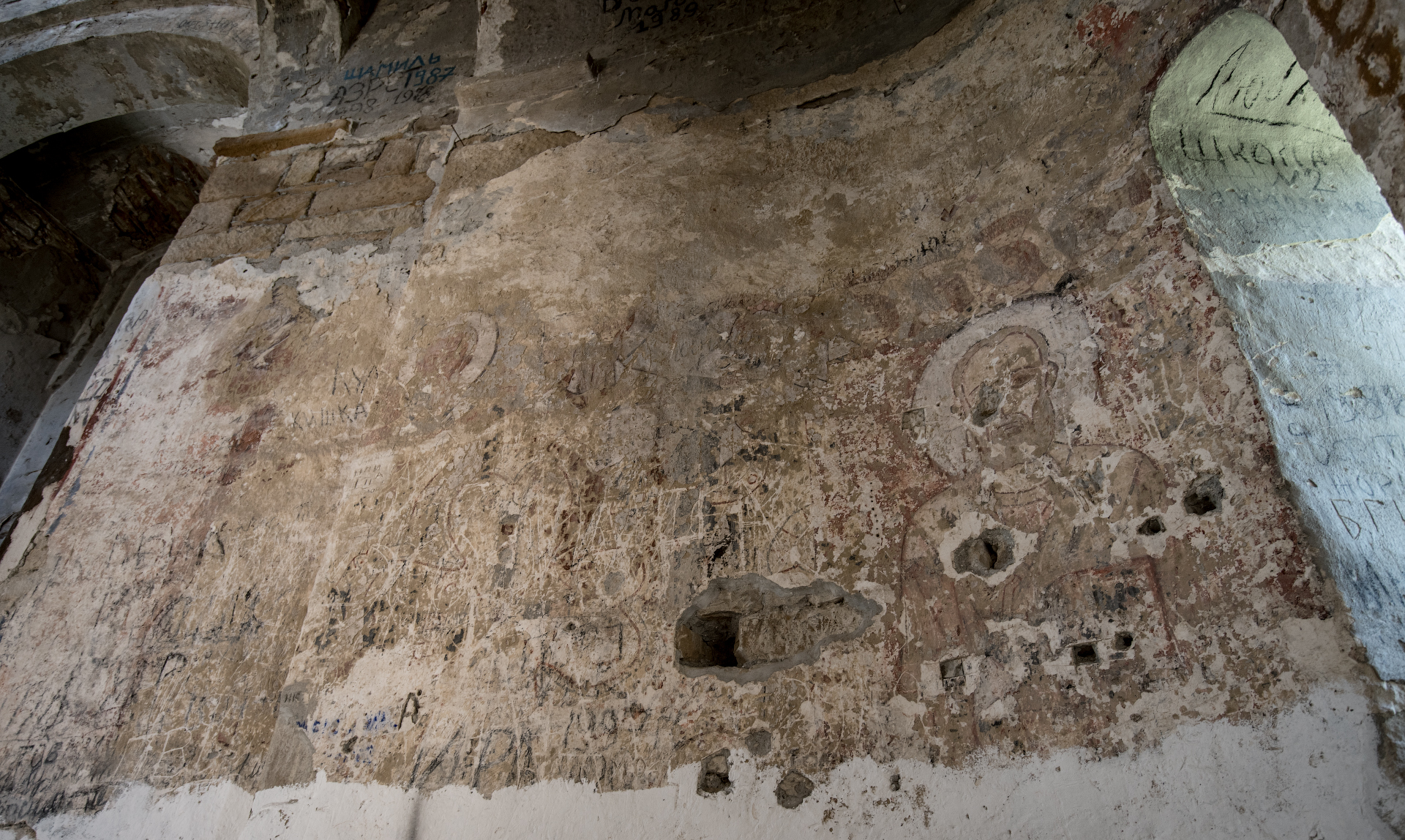
État actuel des fresques
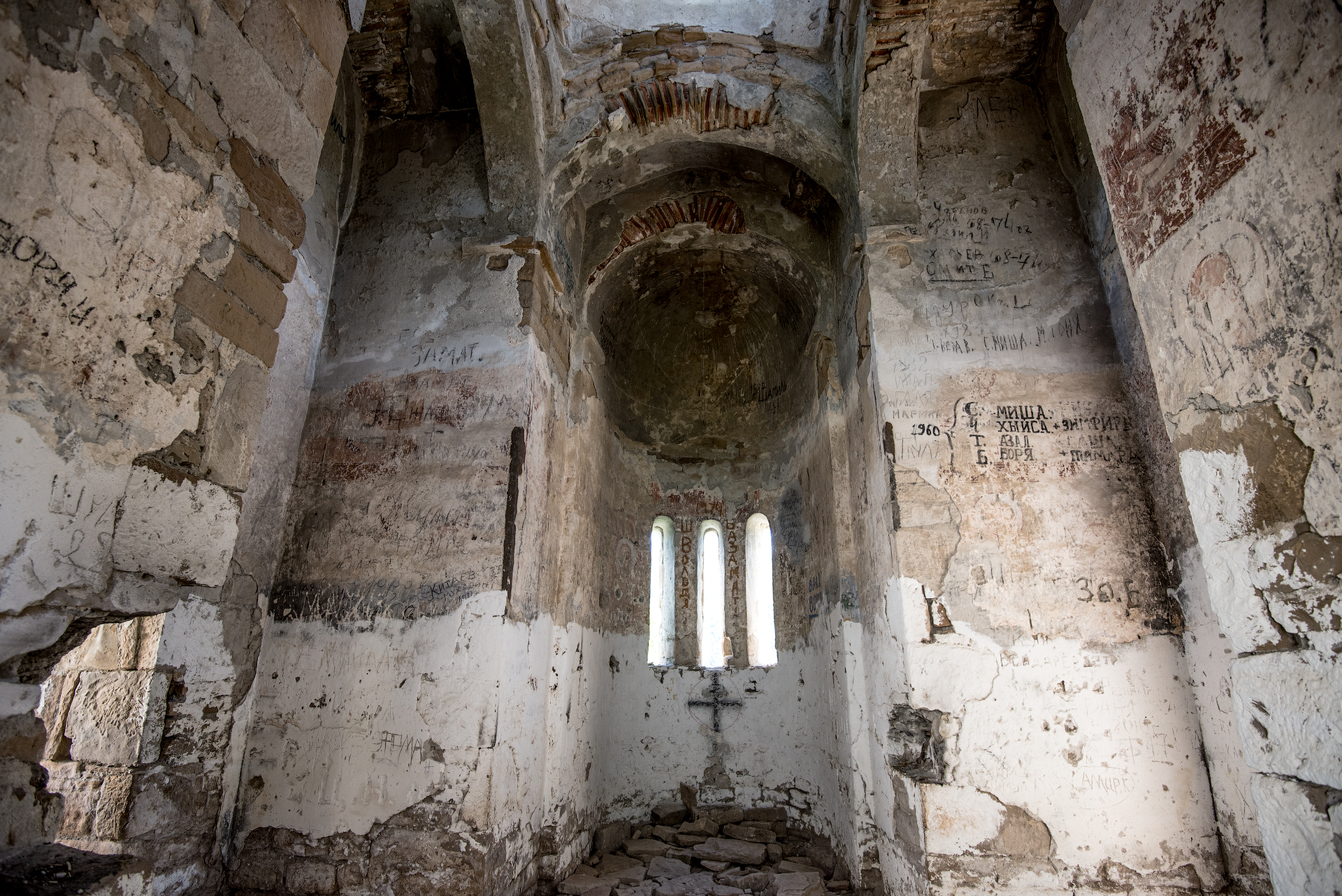
Fresques de l'abide
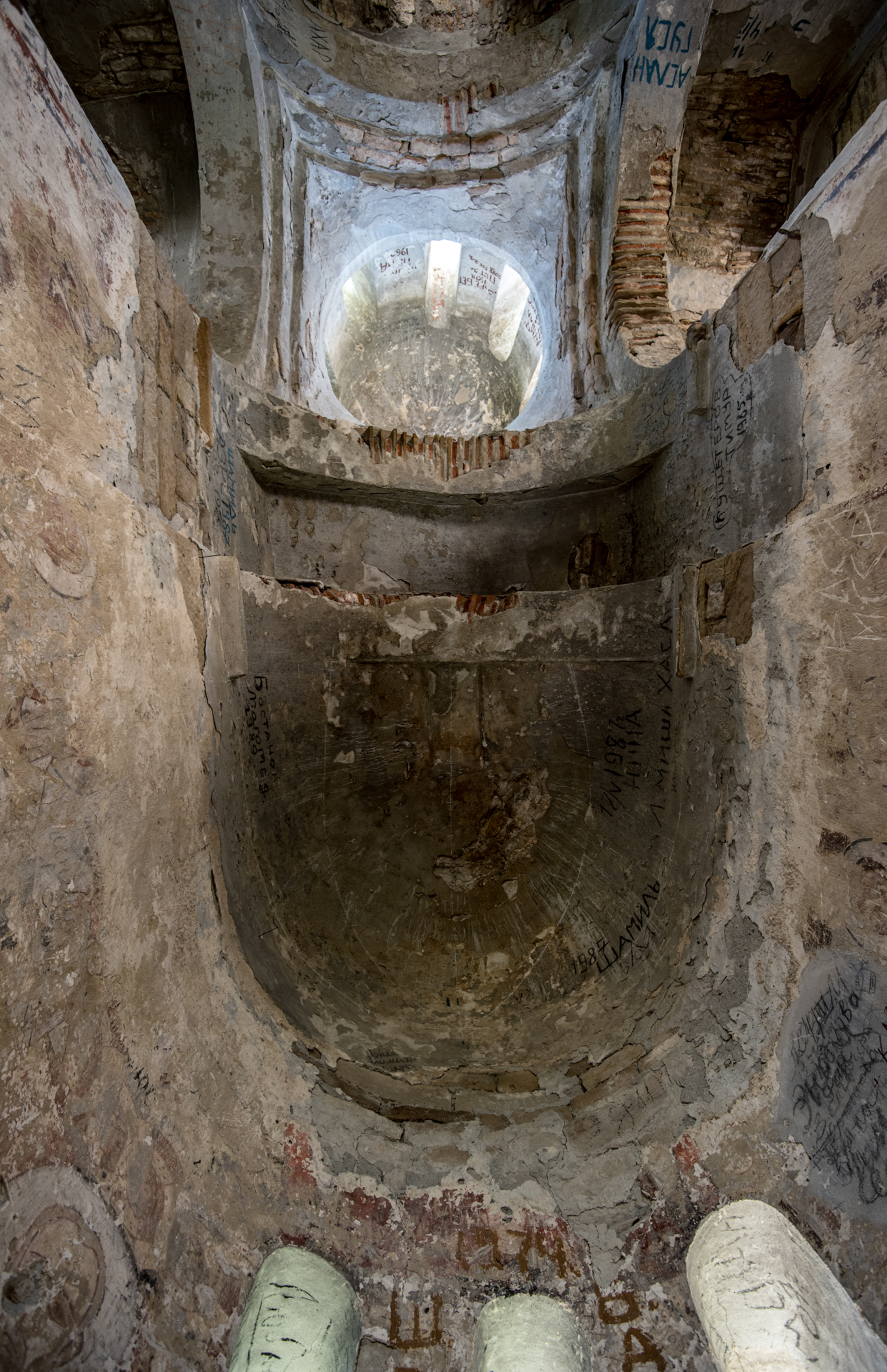
Sommet de l'abside et coupole
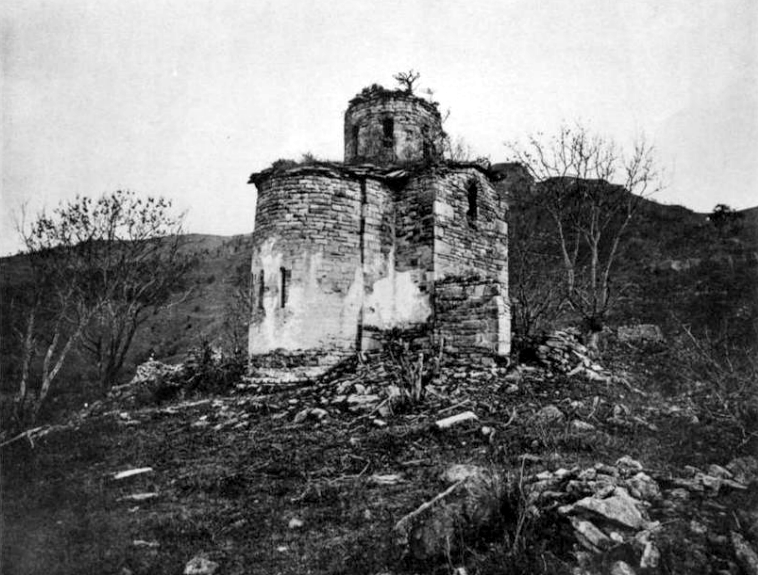
L'église de Senty en 1895